# 시바 카불 FC
시바 카불 FC는 아프가니스탄의 축구단이다. 현재 아프가니스탄 프리미어리그에 참가하고 있다.